# Iejouga
La rivière Iejouga (en russe : Ежуга) est un cours d'eau de Russie et un affluent droit de la Pinega, dans le bassin hydrographique de la Dvina septentrionale.